# 천청난만!
《천청난만!》(天晴爛漫!)은 P.A.WORKS가 제작한 일본의 텔레비전 애니메이션이다. 2019년 10월에 제작이 발표되어, 2020년 4월부터 9월까지 AT-X 등에서 방영되었다.

## 줄거리
'19세기가 끝을 고하고, 20세기의 막이 오르는 시대…
천재지만 사교성 제로인 엔지니어 '소라노 앗파레'와 실력이 뛰어나지만 겁이 많은 무사 '잇시키 코사메'는 어떤 사고로 일본에서 아메리카까지 표류하게 된다.
돈 한 푼 없는 두 사람이 일본으로 돌아가기 위해 선택한 방법은 '아메리카 대륙 횡단 레이스'에 참가하는 것.
스타트는 서해안 로스앤젤레스, 골은 뉴욕. 직접 만든 증기자동차로 황야를 가로질러, 크레이지한 라이벌들과 경쟁하고, 무법자들과 대자연으로부터 자신을 지킨다...
과연 두 사람은 가혹한 레이스에서 우승하고, 상금을 손에 넣어 고향으로 돌아갈 수 있을 것인가?!